# ستيف وود
ستيف وود (بالإنجليزية: Steve Wood)‏ (2 فبراير 1963 ببراكنيل في المملكة المتحدة - ) هو لاعب كرة قدم بريطاني في مركز الدفاع. لعب مع أكسفورد يونايتد ونادي ريدنغ ونادي ساوثهامبتون ونادي ميلوول ونادي وكينغ.

## وصلات خارجية
- ستيف وود على موقع قاعدة بيانات كرة القدم.إي يو (الإنجليزية)
- ستيف وود على موقع Soccerbase.com (لاعب) (الإنجليزية)
- ستيف وود على موقع عالم كرة القدم.نت (الإنجليزية)